# Thèta-functie
In de wiskunde zijn thèta-functies een speciale klasse van functies van meer complexe variabelen. Thèta-functies spelen een rol in de theorie van de elliptische functies en kwadratische vormen. De eerste wiskundige die thèta-functies systematisch onderzocht was Carl Jacobi.
Er is ook de Ramanujan-thètafunctie.

## Definitie

### Klassieke thètafunctie
De klassieke jacobische thètafunctie wordt gedefinieerd door
{\displaystyle \Theta (z,\tau ):=\sum _{n=-\infty }^{\infty }e^{\pi in^{2}\tau +2\pi inz}}
Moderne definitie volgens Whittaker en Watson:
{\displaystyle \vartheta _{00}(x;y)=\prod _{n=1}^{\infty }(1-y^{2n})[1+2\cos(2x)y^{2n-1}+y^{4n-2}]}
{\displaystyle \vartheta _{01}(x;y)=\prod _{n=1}^{\infty }(1-y^{2n})[1-2\cos(2x)y^{2n-1}+y^{4n-2}]}
{\displaystyle \vartheta _{10}(x;y)=2y^{1/4}\cos(x)\prod _{n=1}^{\infty }(1-y^{2n})[1+2\cos(2x)y^{2n}+y^{4n}]}